# Baretka
Barétka je mehko, okroglo pokrivalo s položnim vrhom, ki se lahko poljubno oblikuje (po navadi se ga porine na stran). Izvira iz tradicionalnega pokrivala baskovskih kmetov, ki je bilo pleteno iz volne, medtem ko so sodobne baretke iz klobučevine. Baretka je tako moško kot žensko pokrivalo.

## Civilna nošnja
Stereotipno naj bi nosili baretko vsi Francozi, umetniki, slikarji in intelektualci. Bila je tudi stereotipno pokrivalo filmskih režiserjev, dokler je ni v 80tih letih 20. stoletja zamenjala bejzbolska čepica.
Med najbolj znanimi nosilci baretke je bil gotovo Che Guevara.

## Baretka v vojaštvu
Baretka je standardno pokrivalo pripadnikov mehaniziranih/tankovskih enot in vse bolj tudi specialnih sil, ki rabijo nepremočljivo pokrivalo, ki ne ovira sluha in/ali vida. Večina oboroženih sil nosi baretko tako, da vrh povlečejo na desno stran, toda nekatere evropske vojske jih nosijo na levo stran (npr. Francija).

### Slovenska vojska
Slovenska vojska uporablja en tip baretke za moške in ženske pripadnike SV, ki jo nosijo na desno stran, pri čemer je znak vojaška enota oz. znak pripadnost SV pritrjen, tako da gleda bočno.
| Barva baretke    | Vojaška enota                                                    |
| ---------------- | ---------------------------------------------------------------- |
| Rjava            | Inženirske enote                                                 |
| Temno rdeča      | Padalske enote in druge bojne enote, ki niso v tej razpredelnici |
| Svetlo zelena    | Vojaška policija                                                 |
| Temno zelena     | Specialne sile                                                   |
| Svetlo siva      | Gorske enote                                                     |
| Svetlo modra     | Letalske enote in enote zračne obrambe                           |
| Črna             | Oklepne enote                                                    |
| Temno modra      | Mornariške enote                                                 |
| Zeleno-oker-siva | Enote RKBO                                                       |
| Zelenomodra      | druge nebojne enote                                              |